# Кренц, Ян
Ян Кренц (пол. Jan Krenz; 14 июля 1926, Влоцлавек — 15 сентября 2020) — польский композитор и дирижёр.
Окончил Государственную Высшую школу музыки в Лодзи (1947). В 1947—1949 годах работал в Познанской консерватории, дебютировал как оперный дирижёр в постановке моцартовского «Похищения из сераля». С 1949 года — ассистент Гжегожа Фительберга в симфоническом оркестре Польского радио в Катовице, в 1953—1968 годах возглавлял его. В 1963 году руководил историческим мировым турне оркестра, включавшим 55 концертов в СССР, Монголии, Китае, Японии, Австралии и Новой Зеландии.
С 1967 года — руководитель варшавского Большого театра, поставил здесь «Отелло» Верди, «Бориса Годунова» Мусоргского, «Электру» Рихарда Штрауса. В 1979—1982 годах генеральмузикдиректор Бонна и музыкальный руководитель Симфонического оркестра Датского радио. В 2005-2007 годах возглавлял Краковский филармонический оркестр.
Как композитор дебютировал во время Второй мировой войны струнным квартетом (1943), впервые исполненным на нелегальном концерте. Автор музыки к ряду значительных польских кинофильмов, в том числе «Каналу» Анджея Вайды и большинству фильмов Анджея Мунка. В 1970-е и в первой половине 1980-х годов отошёл от композиции, с 1985 года выступил с целым рядом симфонических и хоровых произведений.